# Aklera
Aklera (o Akera) è una suddivisione dell'India, classificata come municipality, di 18.167 abitanti, situata nel distretto di Jhalawar, nello stato federato del Rajasthan. In base al numero di abitanti la città rientra nella classe IV (da 10.000 a 19.999 persone).

## Geografia fisica
La città è situata a 24° 25' 0 N e 76° 34' 0 E e ha un'altitudine di 308 m s.l.m..

## Società

### Evoluzione demografica
Al censimento del 2001 la popolazione di Aklera assommava a 18.167 persone, delle quali 9.533 maschi e 8.634 femmine. I bambini di età inferiore o uguale ai sei anni assommavano a 3.154, dei quali 1.655 maschi e 1.499 femmine. Infine, coloro che erano in grado di saper almeno leggere e scrivere erano 11.124, dei quali 6.866 maschi e 4.258 femmine.